# 傅德辉
傅德辉（1957年1月—），男，汉族，湖北红安人，中华人民共和国政治人物。华中农学院农业经济管理专业毕业，中共中央党校经济管理专业在职研究生学历。

## 生平
1974年11月参加工作，1975年2月加入中国共产党。历任中共红安县委常委、县委副书记，英山县委副书记、县长，恩施州委常委、利川市委书记、恩施州委副书记，湖北省民政厅副厅长、厅长，荆门市委副书记、代市长、市长、市委书记、市人大常委会主任等职。2010年7月，任湖北省人民政府秘书长兼省人民政府办公厅主任。2012年6月，任中共湖北省委常委，次月兼任省委秘书长。2017年1月，当选湖北省人大常委会副主任、党组书记。2017年4月，不再擔任省委秘書長。2018年1月，不再担任湖北省人大常委会党组书记、常务副主任。 。2018年2月24日，当选为第十三届全国人大代表。